# Muck Glacier
Muck Glacier är en glaciär i Antarktis. Den ligger i Östantarktis. Nya Zeeland gör anspråk på området. Muck Glacier ligger 1 085 meter över havet.
Terrängen runt Muck Glacier är kuperad åt nordväst, men åt sydost är den platt. Trakten är obefolkad. Det finns inga samhällen i närheten.